# Quimioinformática
Quimioinformática é uma área interdisciplinar que envolve a Química e a Informática e consiste no uso de técnicas computacionais aplicadas a uma gama de problemas no campo da Química. Essas técnicas in silico são utilizadas em companhias farmacêuticas no processo de descoberta de medicamentos. Esses métodos podem também ser utilizados de várias formas em indústrias químicas e correlatas.

## Histórico
Ninguém sabe ao certo quando começou o desenvolvimento da Quimioinformática, mas alguns autores, como por exemplo Johann Gasteiger afirmam que a Quimioinformática foi se desenvolvendo durante os últimos 40 anos e atingiu o seu ápice apenas nos últimos 10 anos.
O termo foi definido em 1998 por Frank Brown:
Quimioinformática é a mistura desses recursos de informação para transformar dados em informação e informação em conhecimento com o propósito pretendido de tomar decisões melhores e mais rápidas na área de identificação e otimização de medicamentos.
Pode-se dizer que o desenvolvimento da Quimioinformática teve o seu início na década de 1960, mais precisamente em 1965 com a publicação do algoritmo de Morgan  que é um algoritmo utilizado no Chemical Abstracts Service com o intuito de gerar um identificador numérico único para cada estrutura química conhecida.

## Representação de uma estrutura química
Uma dos primeiros desafios da Quimioinformática foi encontrar uma maneira de se representar uma estrura química de forma que fosse tangível por uma máquina. Diversos algoritmos foram desenvolvidos com este fim, sendo que as representações em linha e de matrix de conectividade são as mais populares e utilizadas por diversos softwares.